# The Depot
The Depot – czteropiętrowy klub muzyczny znajdujący się w centrum miasta Salt Lake City, które jest częścią stacji kolejowej Union Pacific. Pojemność klubu wynosi 1200 miejsc. Powierzchnia użytkowa to 1600 m². Budowa obiektu zaczęła się 9 lutego 1908 a zakończyła w lipcu 1909.
Odbywają się tu głównie koncerty, lecz lokal często udostępniany jest także do imprez firmowych oraz prywatnych. W piwnicy budynku znajdują się szatnie i biura. Na drugim i trzecim piętrze, znajduje się sala koncertowa.
Na przestrzeni lat, swoje koncerty dawali tu między innymi: Sigur Rós, Candlebox, Queensrÿche, Black Label Society, Skinny Puppy, Les Claypool, Gov’t Mule, Chris Cornell, Clutch, The Black Crowes, Slash, Down, Mastodon, Testament, Halestorm, Buckcherry, Kimbra, Sum 41, Soul Asylum, Zakk Wylde, The Cult, Three Days Grace, Gojira, Suicidal Tendencies, Robert Plant, Morrissey, Alice in Chains.